# نهائي كأس العرب للأندية الأبطال 2023
نهائي كأس العرب للأندية 2023 هو المباراة النهائية لبطولة الأندية العربية للأندية 2023، والموسم الثلاثين من البطولة الرئيسية لكرة القدم للأندية التابعة لجامعة الدول العربية التي ينظمها الاتحاد العربي لكرة القدم، أقيمت مباراة النهائي على ملعب مدينة الملك فهد الرياضية بمدينة الطائف يوم السبت 12 أغسطس 2023 وقبادة حكم الساحة المغربي رضوان جيد بين نادي النصر السعودي ونادي الهلال السعودي لكرة القدم. تمام الساعة السادسة بتوقيت مكة المكرمة، تحت رعاية خادم الحرمين الشريفين ونيابةً عن سمو ولي العهد يحضر سمو نائب أمير منطقة مكة المكرمة المباراة النهائية للنسخة الحالية من البطولة العربية لكرة القدم على كأس الملك سلمان للأندية. تأهل طرفي النهائي بين فريقي النصر والهلال عندما تمكن فريق النصر السعودي من الفوز على نظيره الشرطة العراقي، بهدف دون مقابل في المباراة التي جمعت بينهما ضمن منافسات الدور نصف النهائي من البطولة العربية على ملعب مدينة الأمير سلطان بن عبد العزيز الرياضية، فيما تأهل الهلال السعودي عندما حقق فوزا على حساب نظيره فريق الشباب السعودي، بنتيجة ثلاثة أهداف مقابل هدف ضمن منافسات نصف نهائي البطولة العربية في المباراة التي جمعت بين الفريقين على ملعب استاد مدينة الملك فهد الرياضية. بعد نهائية الاشواط الرئيسية نجح النجم البرتغالي كريستيانو رونالدو في قيادة فريقه النصر السعودي للتتويج ببطولة الأندية العربية لكرة القدم بالفوز على غريمه التقليدي نادي الهلال في نهائي البطولة ويمكن نادي النصر من التتويج بالبطولة للمرة الأولى في تاريخه.

## فرق
| فريق   | مشاركة النهائيات السابقة (بخط عريض يشير إلى الفوز في البطولة) |
| ------ | ------------------------------------------------------------- |
| النصر  | أول ظهور                                                      |
| الهلال | 2 (1989، 1994، 1995، 2019)                                    |

## الطريق إلى النهائي
ملاحظة: جميع النتائج أدناه، يعرض مشوار بنتيجة المباراة للفريقين من بداية البطولة حتى الوصول للنهائي.
| م | الفريق            | لعب | نقاط |
| - | ----------------- | --- | ---- |
| 1 | الشباب            | 3   | 7    |
| 2 | النصر             | 3   | 5    |
| 3 | الزمالك           | 3   | 4    |
| 4 | الاتحاد المنستيري | 3   | 0    |

| م | الفريق         | لعب | نقاط |
| - | -------------- | --- | ---- |
| 1 | السد           | 3   | 7    |
| 2 | الهلال         | 3   | 4    |
| 3 | الوداد الرياضي | 3   | 2    |
| 4 | أهلي طرابلس    | 3   | 2    |

## المباراة النهائية

### تفاصيل
| النصر | 2 - 1  | الهلال                                                      |
| --- | ------ | ----------------------------------------------------------- |
| مارسيلو بروزوفيتش 32' · سلطان الغنام 43' · ساديو ماني 48' · عبد الإله العمري 71' · كريستيانو رونالدو 74' 8+90' · غيسلان كونان 110' · عبد المجيد الصليهم 118' | Report | 43' خاليدو كوليبالي · 43' علي البليهي · 51' ميشائيل ديلغادو |

| النصر | الهلال |

| رئيس النادي: مسلي ال معمر التشكيل الاساسي للفريق: |    |                    |        |
|                                                   |    |                    |        |
| حارس                                              | 44 | نواف العقيدي       |        |
| دفاع                                              | 2  | سلطان الغنام       |        |
| دفاع                                              | 78 | علي لاجامي         | 79'    |
| دفاع                                              | 5  | عبد الإله العمري   | 71'    |
| دفاع                                              | 15 | أليكس تيليس        |        |
| وسط                                               | 6  | سيكو فوفانا        |        |
| وسط                                               | 17 | عبد الله الخيبري   | 80'    |
| وسط                                               | 77 | مارسيلو بروزوفيتش  | 120+2' |
| وسط                                               | 94 | تاليسكا            | 90'    |
| هجوم                                              | 7  | كريستيانو رونالدو  | 115'   |
| هجوم                                              | 10 | ساديو ماني         | 120'   |
| مقاعد البدلاء:                                    |    |                    |        |
| حارس                                              | 1  | أمين بخاري         |        |
| دفاع                                              | 4  | محمد آل فتيل       | 79'    |
| دفاع                                              | 12 | نواف بوشل          | 78'    |
| دفاع                                              | 13 | غيسلان كونان       | 80'    |
| وسط                                               | 19 | علي الحسن          | 115'   |
| وسط                                               | 21 | مختار علي          |        |
| وسط                                               | 8  | عبد المجيد الصليهم | 120+2' |
| وسط                                               | 11 | خالد الغنام        |        |
| وسط                                               | 46 | عبد العزيز العليوه | 120'   |
| وسط                                               | 14 | سامي النجعي        |        |
| وسط                                               | 29 | عبد الرحمن غريب    | 90'    |
| هجوم                                              | 18 | عبد الفتاح آدم     |        |
| المدرب:                                           |    |                    |        |
| لويس كاسترو                                       |    |                    |        |

| رئيس النادي: فهد بن نافل التشكيل الاساسي للفريق: |    |                  |        |
|                                                  |    |                  |        |
| حارس                                             | 21 | محمد العويس      |        |
| دفاع                                             | 66 | سعود عبد الحميد  |        |
| دفاع                                             | 3  | خاليدو كوليبالي  | 83'    |
| دفاع                                             | 5  | علي آل بليهي     |        |
| دفاع                                             | 12 | ياسر الشهراني    | 83'    |
| وسط                                              | 8  | روبن نيفيز       | 105+1' |
| وسط                                              | 18 | محمد كنو         | 105+2' |
| وسط                                              | 29 | سالم الدوسري     |        |
| وسط                                              | 22 | سيرغي سافيتش     |        |
| هجوم                                             | 96 | ميشائيل ديلغادو  | 90'    |
| هجوم                                             | 77 | مالكوم           | 105+1' |
| مقاعد البدلاء:                                   |    |                  |        |
| حارس                                             | 31 | حبيب الوطيان     |        |
| دفاع                                             | 2  | محمد البريك      | 83'    |
| دفاع                                             | 70 | محمد جحفلي       | 83'    |
| دفاع                                             | 67 | محمد الخيبري     |        |
| دفاع                                             | 88 | حمد اليامي       |        |
| وسط                                              | 16 | ناصر الدوسري     |        |
| وسط                                              | 56 | محمد القحطاني    |        |
| وسط                                              | 43 | مصعب الجوير      | 105+2' |
| وسط                                              | 44 | سعد الناصر       |        |
| وسط                                              | 19 | أندريه كاريو     | 105+1' |
| هجوم                                             | 14 | عبد الله الحمدان | 90'    |
| هجوم                                             | 49 | عبد الله رديف    | 105+1' |
| المدرب:                                          |    |                  |        |
| جورجي جيسوس                                      |    |                  |        |

| طاقم التحكيم الحكام المساعدين: لحسن أزكاو مصطفى أكركاد الحكم الرابع: محمود البنا حكم تقنية الفيديو: سمير الكزاز مساعد حكم تقنية الفيديو: قوراري مقران | قانون المباراة: - يقام نهائي المسابقة من مباراة واحدة بنظام خروج المغلوب. - تلعب المباراة من 90 دقيقة مقسومة إلى شوطين مدة كل شوط 45 دقيقة. - تلعب أشواط إضافية من 30 دقيقة مقسومة إلى شوطين مدة كل شوط 15 دقيقة. - تطبق قاعدة ركلات الجزاء الترجيحية في حال استمرار التعادل في الأشواط الإضافية. - تواجد 12 لاغب بديل على مقاعد الاحتياط، يمكن إجراء ما يصل إلى خمسة تغيرات، بالإضافة إلى إمكانية تغيير سادس في حال وصول المباراة للأشواط الإضافية. |

## وصلات خارجية
- البطولة العربية للأندية